# 現視研
《現視研》是日本漫畫家木尾士目的日本漫畫作品。於講談社的漫畫雜誌《月刊Afternoon》上進行連載。單行本全9卷。是部描寫御宅族大學生日常生活的作品。
2004年宣布改編為電視動畫，於同年10月開始播放；2007年4月發表了將會製作第2期電視動畫的消息，並於同年10月開始播放。合計24話。
《月刊Afternoon》2010年2月號發表「アニメ『げんしけん2』DVD-BOX發售記念特別短篇」，從笹原畢業後的《現視研》的續篇第56話；2010年12月號《現視研-二代目-》續短篇的第57話開始連載。單行本全12卷。
《現視研-二代目-》的改編動畫2013年7月開始播放，全13話。

## 劇情簡介
“現代視覺文化研究會”（現代視覚文化研究会），簡稱“現視研”（現視研），是一個以研究動漫等綜合性現代視覺文化為成立宗旨，但實吃喝玩樂之行的社團。主角在成為大學新鮮人後，跟同為一年级新生的重度御宅族一起加入了現視研。但在都是“御宅族”的社團活動中，的青梅竹馬對其展開攻勢；即使與其交往之後發現了高坂的“御宅族”真面目，仍不放棄將他拉回正道，因而成為社團的常客。漫畫《現視研》，即是活生生的描寫大學內動漫社團裡的日常生活與人際關係的作品。
坊間對於「御宅族」在外表、行為模式、與異性間的互動情形等面向上往往具有刻板印象；然而本作對此族群的描寫呈現多樣化，被部份動漫愛好者認為較為接近真實狀況。

## 人物介紹

### 現代視覺文化研究會
笹原完士（配音：大山鎬則→小橋達也（第二代））
1984年1月13日生，B型。本作品的主角，但完全沒有主角的感覺。現視研的第三代會長，有一個會令妹控夢想幻滅的妹妹，被其妹叫做猴子。很普通的御宅族，喜歡成人遊戲但沒有勇氣買，一般都是在高坂家中玩的。在任內的主要政績是以創作社團名義參加同人誌即賣會。與荻上千佳交往。筆名是「班哲明武世（ベンジャミン武世）」。
高坂真琴（配音：齋賀光希→大原桃子（第二代））
1984年2月2日生，B型。重度御宅族，有跟御宅族形象無關的帥氣長相，格鬥遊戲無人能敵，尤其喜歡聖騎士之戰，與青梅竹馬的春日部咲交往中，但是ACG還是其第一順位。有cosplay經歷（漫畫版cos不籤的橘泉美，而動畫版則是cos不籤二期的秋山時乃），甚至比真正的女孩還上相。缺點是從來不會考慮他人的感受以及不會手下留情，即使與女朋友春日部咲對打遊戲時亦然。
春日部咲（配音：声優：雪野五月→佐藤利奈（第二代））
1983年7月19日生，AB型。一般女性，家境富裕，逛街購物的單次結帳金額經常以10萬元日幣為單位計算，正式加入現視研是現視研首任會長陰謀威脅下加入的，喜歡抽煙並有一點暴力傾向，常常黏著高坂，對自己的魅力有著極高的自信，對於高坂的正室是ACG活動的事實目前只能默認無力改變，不喜歡cosplay，但曾被陷害扮過不籤中的會長，大受好評，之後雖然大野不斷邀約，卻以畢業時再一次出場為藉口向大野拖延邀請。最痛恨被當做御宅族，但曾被漫研女社員取笑名字很“宅”。同人誌即賣會時參展社團名現視研的命名者在番外最後跟斑目結婚並有一女。。
大野加奈子（配音：川澄綾子→尤加奈（第二代））
1983年7月14日，O型。難得一見的御宅族女性，是歸國日僑。現視研的第四任會長，喜歡cosplay，有著令人羨慕的好身材，因其巨乳而被漫研女社員討厭，cosplay前後性格不同。會試圖引誘女社員加入cosplay，跟天才cosplay服裝製作師田中是一對。喜歡BL漫畫跟禿頭的兄貴系老爹，手機鈴聲是鋼彈劇場版的哀戰士，古夫（MS-07）模型仍在增加中。視力不佳，上課的時候要戴眼鏡。接任後預定以cosplay研究會的方向發展，有著不少套田中做的cosplay服裝，預定在畢業典禮上展出。與田中總市郎交往。
斑目晴信（配音：檜山修之→興津和幸（第二代））
1982年10月25日生，O型。高瘦戴厚眼鏡的御宅族，現視研的第二任會長，喜歡發表對ACG事物的評論（尤其是不籤）跟引用動漫畫的名言，為了精品可以節衣縮食。在春日部加入後有一點動搖，有偷偷收藏春日部的照片。在第六卷（動畫第二季第七集）中畢業，在番外最後跟春日部結婚並有一女。
久我山光紀（配音：乃村健次→安元洋貴（第二代））
1982年6月29日生，A型。既胖動作又慢講話結巴的御宅族，但家中的經濟讓他有資金從事收藏，社上少數在畫漫畫的草圖。被春日部加上久我胖的綽號。在二代目時，曾與笹原意見不合吵架，在第六卷（動畫第二季第七集）中畢業。
田中總市郎（配音：關智一→近藤孝行（第二代））
1982年12月22日生，AB型。模型跟cosplay服裝的天才製作者，在講到這類話題時滔滔不絕的御宅族。跟大野是天生一對，是現視研聲優訪談中最理想的交往對象（最惡劣是高坂）。可以光以目測判斷女性的身材，曾因做其他女社員的衣服而與大野有些不愉快。在第六卷（動畫第二季第七集）中畢業。與大野加奈子交往。
荻上千佳（配音：水橋香織→山本希望（第二代））
1986年3月28日生，A型。現視研的第五任會長，原是漫研社的女社員，因創作理念的不合而退出漫研，在因為現視研女社員已經被漫研女社員討厭多一個也沒差的情況下協調加入，堅持表示極度厭惡腐女，曾說出“討厭御宅族，更討厭女御宅族”的話，跟大野勢如水火，對於畫漫畫有一套，但其實是傲嬌的類型，會為現實人物作妄想攻受配對，也會去comfes等同人誌即賣會會場，在被逼入絕境時會做出衝動的舉動（如跳樓、狂奔等），特徵是衝天炮頭。高中時的打扮跟大學完全不同，有一段不快的往事。曾扮過不籤中的蓮子（第六集封面），意外的合適。是重度的近視，平日是戴隱形眼鏡。與笹原完士交往。
朽木學（配音：石田彰→福山潤（第二代））
在登場沒多久就因春日部的陰謀而暫時遠離現視研，之後又厚著臉皮跑回來，個性冒失而不知道看場合說話而常常被小咲痛毆。喜歡別人叫他「小木木」。
初代會長（配音：上田祐司）
本名、年齡、學年一切不明的薄弱存在感神秘人物，連續當了16年會長的奇人，有偷拍、竊聽的嫌疑。動畫第一季的各話標題暗示初代會長可能以現視研會員為他畢業論文的研究對象。

### 現代視覺文化研究會（二代目）
吉武 莉華（配音：上坂堇）
小笹原四屆的後輩。在社團招收新生會中被荻上的畫技吸引而入會，喜愛歷史人物的熱情派腐女。
矢島 美怜（配音：內山夕實）
小笹原四屆的後輩。在社團招收新生會中被荻上的畫技吸引而入會，冷靜派腐女。
波戸 賢二郎（配音：山本和臣（男）、加隈亞衣（女））
小笹原四屆的後輩，經濟學部。偽娘打扮的男學生，初加入時沒人發覺是男生，喜愛BL。

### 漫畫研究會
高柳（配音：柳澤榮治）

藪崎久美子（配音：高木禮子→米澤圓（第二代））

加藤（配音：中尾衣里）

麻田直子（配音：齋藤桃子→多田好（第二代））

### 大學內的人物
北川（配音：小林沙苗）
自治委員會副會長。
原口（配音：石井康嗣）
別號：黑心原口。
人面極廣的胖子死宅，但是並不受他人歡迎。
行事作風強硬且毫不顧慮他人感受，甚至往往自作主張，替他人帶來麻煩或困擾，但本人卻絲毫不以為意。
曾在「現視研 一代目」當現視研預計要在Comi Fes出刊時找上門來，自說自話的替他們找來業界著名的畫師們替他們出刊。當然，收益所得絕對會進入他自己的腰包中。
而在事後主角也親自致電向那些被牽連的畫師們說明情況，而後也至會場上各攤向那些被拒絕的畫師致歉。
沢崎（配音：伊藤健太郎）
與朽木曾暫時加入現視研，後因春日部的計謀，格鬥遊戲完敗給高坂而退出。

### 大野在美國時代的朋友
安琪拉（配音：甲斐田幸→小林未沙（第二代））
熱情洋溢的外國女性，身材好的不輸大野。
來到日本基本上是為了參加動漫展覽，所以基本上只會待個幾天就回國。
因為班目的手指很漂亮加上人也不錯，所以對他傾心。顧慮當時春日部 咲（咲姐）尚未畢業，所以並未展現對他的好感。
在 現視研 二代目 動畫版中，曾以各種方式對班目展現追求意願，不過班目只一廂情願的認為那只是在開玩笑而已。
蘇西（配音：後藤邑子→大空直美（第二代））
外國僑生，喜歡親近荻上。
曾在 現視研 二代目 第一集 當中宣告：「荻上是我的新娘！」
也在之後荻上準備於 Comi Fes 上出刊而進入修羅場，因此宣言：「荻上的內褲是我的東西！」

### 其他
笹原惠子（配音：清水香里→葉山郁美（第二代））
完士的妹妹，與完士相反類型，109辣妹造型，擇偶條件是以貌取人，在一眼看到高坂被吸引後，就常常加入現視研的活動。

## 衍生作品

### 不平衡抽籤
現視研中大賣的虛構漫畫及其延伸動畫和同人產物，簡稱不籤，不过常常译作“不公正抽签”，角色造型跟個性與一般近來日本動畫採用類似元素，東立代理的中文版漫畫沒有裡封與相關附錄，雖然跟本篇故事相關不大，但對動漫畫界的parody帶來比本篇不相上下的樂趣，真的有心接觸不籤的人只好由其他管道下手（如完整代理不籤的中文版動畫）。除了在現視研的世界中，不籤也有推出三話OVA動畫跟兩本單行本（小說）。並且於2006年10月時獨立推出TV版動畫，全12集，現已播畢。

## 出版書籍
| 卷數   | 講談社         | 講談社                 | 東立出版社     | 東立出版社             |
| 卷數   | 發售日期       | ISBN                   | 發售日期       | ISBN                   |
| ------ | -------------- | ---------------------- | -------------- | ---------------------- |
| 1      | 2002年12月18日 | ISBN 978-4-06-321144-3 | 2005年10月13日 | ISBN 986-11-7191-6     |
| 2      | 2003年6月20日  | ISBN 978-4-06-321151-1 | 2005年10月13日 | ISBN 986-11-7192-4     |
| 3      | 2003年12月22日 | ISBN 978-4-06-321155-9 | 2005年11月21日 | ISBN 986-11-7193-2     |
| 4      | 2004年6月23日  | ISBN 978-4-06-321162-7 | 2005年12月14日 | ISBN 986-11-7194-0     |
| 5      | 2004年11月22日 | ISBN 978-4-06-321164-1 | 2005年12月29日 | ISBN 986-11-7195-9     |
| 6      | 2005年6月23日  | ISBN 978-4-06-321170-2 | 2006年1月13日  | ISBN 986-11-7349-8     |
| 7      | 2005年12月22日 | ISBN 978-4-06-321174-0 | 2006年5月16日  | ISBN 986-11-7905-4     |
| 8      | 2006年8月23日  | ISBN 978-4-06-321179-5 | 2007年1月11日  | ISBN 978-986-11-8918-5 |
| 9      | 2006年12月22日 | ISBN 978-4-06-321183-2 | 2007年4月26日  | ISBN 978-986-11-9484-4 |
| 二代目 |                |                        |                |                        |
| 10     | 2011年5月23日  | ISBN 978-4-06-310752-4 | 2014年7月15日  | ISBN 978-986-337-701-6 |
| 11     | 2011年12月22日 | ISBN 978-4-06-310793-7 | 2014年11月13日 | ISBN 978-986-337-702-3 |
| 12     | 2012年6月22日  | ISBN 978-4-06-387826-4 | 2014年12月29日 | ISBN 978-986-337-703-0 |
| 13     | 2012年12月21日 | ISBN 978-4-06-387856-1 | 2015年2月17日  | ISBN 978-986-337-704-7 |
| 14     | 2013年6月21日  | ISBN 978-4-06-387895-0 | 2015年3月20日  | ISBN 978-986-337-705-4 |
| 15     | 2013年12月20日 | ISBN 978-4-06-387945-2 | 2015年5月26日  | ISBN 978-986-337-706-1 |
| 16     | 2014年6月23日  | ISBN 978-4-06-387977-3 | 2015年7月28日  | ISBN 978-986-365-557-2 |
| 17     | 2014年12月22日 | ISBN 978-4-06-388021-2 | 2016年1月4日   | ISBN 978-986-382-467-1 |
| 18     | 2015年6月23日  | ISBN 978-4-06-388061-8 | 2016年9月26日  | ISBN 978-986-431-693-9 |
| 19     | 2015年12月22日 | ISBN 978-4-06-388104-2 | 2017年7月13日  | ISBN 978-986-462-805-6 |
| 20     | 2016年6月23日  | ISBN 978-4-06-388143-1 | 2017年9月4日   | ISBN 978-986-470-546-7 |
| 21     | 2016年11月22日 | ISBN 978-4-06-388209-4 | 2019年1月17日  | ISBN 978-986-482-334-5 |

- 特裝版

| 6      | 2005年6月21日  | ISBN 978-4-06-364639-9 |
| 9      | 2006年12月20日 | ISBN 978-4-06-364674-0 |
| 二代目 |                |                        |
| 15     | 2013年12月18日 | ISBN 978-4-06-358462-2 |

### 相關書籍
官方導讀
- げんしけん OFFICIAL BOOK：2004年11月22日發售、ISBN 978-4-06-334955-9

小說
小說 現視研 拝入蘭人的野心 ~Return of the OTAKU~（小説 げんしけん 拝入蘭人の野望~Return of the OTAKU~）作者：飯田和敏
| 卷數 | 講談社        | 講談社                 | 東立出版社    | 東立出版社             |
| 卷數 | 發售日期      | ISBN                   | 發售日期      | ISBN                   |
| ---- | ------------- | ---------------------- | ------------- | ---------------------- |
| 全   | 2008年1月22日 | ISBN 978-4-06-373318-1 | 2009年3月19日 | ISBN 978-986-10-3218-4 |

## 電視動畫
第1部共製作了12集動畫，並於發售的DVD中附贈了3集不平衡抽籤的動畫，自2004年10月10日播放至2004年12月26日。第2部則是製作了3集OVA動畫作為不平衡抽籤電視動畫版的附錄。第三部共製作了12集動畫，自2007年10月9日播放至2007年12月25日。

### 第一期各話標題
| 電視台播放順序 | 標題（中文翻譯）                           | 標題（日文原文） | 劇本       | 分鏡           | 演出     | 作畫監督            |
| -------------- | ------------------------------------------ | ---------------- | ---------- | -------------- | -------- | ------------------- |
| 第1話          | 以現代視覺為主題的文化研究                 |                  | 横手美智子 | 池端隆史       | 山田一夫 | 谷口淳一郎          |
| 第2話          | 根據消費與玩樂所做的現代青少年的比較分類   |                  | 吉田玲子   | 古橋一浩       | 三原武憲 | 興石暁              |
| 第3話          | 地區文化振興的問題點與其功績               |                  | 花村こけし | 殿勝秀樹       | 福本潔   | 敷島隆              |
| 第4話          | 由偽裝與扮裝的異化而造成的心理隔閡昇華作用 |                  | 池田眞美子 | 古橋一浩       | 平向智子 | 青井清年            |
| 第5話          | 從自律行動觀察排斥與接納的界線             |                  | 平見瞠     | 原明           | 原明     | 池下博紀            |
| 第6話          | 藉由次文化探討與他人的關係論               |                  | 中瀨理香   | 古川順康       | 三原武憲 | 興石暁              |
| 第7話          | 在對人關係上行動選擇的特徵                 |                  | 横手美智子 | 平向智子       | 平向智子 | 原健                |
| 第8話          | 量產型製造過程的比較研究                   |                  | 高橋ナツコ | 佐藤卓哉       | 三瓶聖   | 松下清志 木下ゆうき |
| 第9話          | 關於特殊封閉環境下說明義務的存在與否       |                  | 横手美智子 | 水島努         | 水島努   | 谷口淳一郎          |
| 第10話         | 從經濟效益探索閒暇消費之戀物癖             |                  | 小林靖子   | 原明           | 殿勝秀樹 | 青井清年            |
| 第11話         | 都市型犯罪中之惡意所在論                   |                  | 横手美智子 | うえだひでひと | 三原武憲 | 興石暁              |
| 第12話         | 組織再建構時會發生之問題與對策             |                  | 横手美智子 | 水島努         | 水島努   | 谷口淳一郎          |

### OVA
| 電視台播放順序 | 標題（中文翻譯）     | 標題（日文原文） | 劇本       | 分鏡     | 演出     | 作畫監督                                                          |
| -------------- | -------------------- | ---------------- | ---------- | -------- | -------- | ----------------------------------------------------------------- |
| 第13話(OVA)    | 我是討厭御宅族的荻上 |                  | 横手美智子 | 福富博   | 根岸宏樹 | 藤森雅也、小川一郎                                                |
| 第14話(OVA)    | 我是御宅族星人       |                  | 横手美智子 | 岡英和   | 朝見松雄 | 鹿島功光                                                          |
| 第15話(OVA)    | 那就幫你脫！         |                  | 横手美智子 | 八谷賢一 | 福本潔   | 二宮壮史、飯飼一幸 松岡秀明、鷲北恭太 柳伸亮、吉田伊久雄 梅津行則 |

### 第二期各話標題
| 電視台播放順序 | 標題（中文翻譯） | 標題（日文原文） |
| -------------- | ---------------- | ---------------- |
| 第1話          | 新會長的野望     |                  |
| 第2話          | 會議上的爭執     |                  |
| 第3話          | 炎炎夏日         |                  |
| 第4話          | 已經H過了麼？    |                  |
| 第5話          | 斑目總受         |                  |
| 第6話          | 趣味的問題       |                  |
| 第7話          | 畢業症候群       |                  |
| 第8話          | COS研            |                  |
| 第9話          | 就職活動總是下雨 |                  |
| 第10話         | Otaku From USA   |                  |
| 第11話         | 真實地・HardCore |                  |
| 第12話         | 在那前方的東西   |                  |

### 第二代各話標題
| 電視台播放順序 | 標題（中文翻譯）         | 標題（日文原文） |
| -------------- | ------------------------ | ---------------- |
| 第1話          | 路之彼端，約定的地方     |                  |
| 第2話          | 越過我的腳吧             |                  |
| 第3話          | 腐公主之夢               |                  |
| 第4話          | 鬍子和巨乳               | HIGE TO BOIN     |
| 第5話          | 業 NEXT！                |                  |
| 第6話          | 在因果地平線的彼方呼喚萌 |                  |
| 第7話          | 戀愛故事3                | KOIBANA3         |
| 第8話          | 路線可選，重來不可       |                  |
| 第9話          | 白門守護者               |                  |
| 第10話         | 雪人                     | Snow man         |
| 第11話         | 是個圓滿的最終話         |                  |
| 第12話         | 戀愛與工作與起司蛋糕     |                  |
| 第13話         | 在那個部室等待           |                  |
| OAD(第0話)     | 煩惱無休止               |                  |

### 製作人員
現視研第1期系列/不平衡抽籤・「現視研」同梱版共通
- 導演：池端隆史
- 製作：
- 動畫制作：

現視研第1期系列
- 系列構成：横手美智子
- 人物設計・總作畫監督：木下裕孝
- 美術監督：奥井伸
- 色彩設計：西香代子
- 撮影監督：土田榮司
- 編集：田熊純
- 音響監督：明田川仁
- 音楽制作：Lantis
- OP曲：（歌：manzo）
- ED曲：

不平衡抽籤（「現視研」同梱版）
- 系列構成・脚本：横手美智子・水島努
- 角色原案：八雲劍豪
- 人物設計・總作畫監督：大河原晴男
- OP曲：（歌：UNDER17）
- ED曲：（歌：UNDER17）

現視研OVA版
- 導演：水島努
- 系列構成：横手美智子
- 人物設計・總作畫監督：柳田義明
- 動畫製作：
- OP曲：（歌：manzo）
- ED曲：

現視研第2期系列
- 導演：
- 系列構成：横手美智子
- 脚本：横手美智子・木尾士目
- 總作畫監督：柳田義明・石橋有希子・野口孝行
- 人物設計：柳田義明
- 音響監督：明田川仁
- 音響制作：
- 音楽制作：Lantis
- 製作：
- 動畫制作：
- 動畫制作協力：
- OP曲：「disarm dreamer」
- ED曲：
- 製作：

現視研第2代
- 導演：水島努
- 系列構成：横手美智子
- 人物設計：谷口淳一郎
- 動畫製作：Production I.G
- OP曲：（歌：上坂堇）
- ED曲：（歌：荻上千佳（山本希望）、吉武莉華（上坂堇）、矢島美憐（内山夕實）、波戶賢二朗（加隈亞衣））

### 播放電視台
日本深夜動畫：下文記載的日本国内播放時間使用日本標準時間（UTC+9）表示。因為部分時間标识會採用30小时制，因此請留意这类超过24:00的时间，其實際播放時間為翌日清晨。
| 播放地區      | 播放電視台   | 播放日期                  | 播放時間（UTC+9）          | 所屬聯播網 | 備註           |
| 現視研        | 現視研       | 現視研                    | 現視研                     | 現視研     | 現視研         |
| ------------- | ------------ | ------------------------- | -------------------------- | ---------- | -------------- |
| 千葉縣        | 千葉電視台   | 2004年10月10日 - 12月26日 | 星期日 24時00分 - 24時30分 | 獨立UHF局  |                |
| 埼玉縣        | 埼玉電視台   | 2004年10月10日 - 12月26日 | 星期日 25時05分 - 25時35分 | 獨立UHF局  |                |
| 兵庫縣        | SUN電視台    | 2004年10月11日 - 12月27日 | 星期一 24時00分 - 24時30分 | 獨立UHF局  |                |
| 三重縣        | 三重電視台   | 2004年10月11日 - 12月27日 | 星期一 25時30分 - 26時00分 | 獨立UHF局  |                |
| 神奈川縣      | 神奈川電視台 | 2004年10月12日 - 12月28日 | 星期二 25時05分 - 25時35分 | 獨立UHF局  |                |
| 日本全域      | KIDS STATION | 2004年10月15日 - 12月31日 | 星期五 24時00分 - 24時30分 | 衛星電視   | 製作局 有重播  |
| 福岡縣        | TVQ九州放送  | 2005年1月11日 - 3月29日   | 星期二 26時50分 - 27時20分 | 東京電視網 |                |
| 現視研2       |              |                           |                            |            |                |
| 千葉縣        | 千葉電視台   | 2007年10月9日 - 12月25日  | 星期二 25時30分 - 26時00分 | 獨立UHF局  |                |
| 埼玉縣        | 埼玉電視台   | 2007年10月9日 - 12月25日  | 星期二 25時30分 - 26時00分 | 獨立UHF局  |                |
| 愛知縣        | 愛知電視台   | 2007年10月9日 - 12月25日  | 星期二 27時28分 - 27時58分 | 東京電視網 |                |
| 神奈川縣      | 神奈川電視台 | 2007年10月10日 - 12月26日 | 星期三 25時15分 - 25時45分 | 独立UHF局  |                |
| 兵庫縣        | SUN電視台    | 2007年10月11日 - 12月27日 | 星期四 26時10分 - 26時40分 | 独立UHF局  |                |
| 日本全域      | KIDS STATION | 2007年10月12日 - 12月28日 | 星期五 24時00分 - 24時30分 | 衛星電視   | 製作局 有重播  |
| 現視研 第二代 |              |                           |                            |            |                |
| 東京都        | TOKYO MX     | 2013年7月6日 - 9月28日    | 星期六 25時00分 - 25時30分 | 獨立UHF局  |                |
| 千葉縣        | 千葉電視台   | 2013年7月7日 - 9月29日    | 星期日 23時30分 - 24時00分 | 獨立UHF局  |                |
| 神奈川縣      | 神奈川電視台 | 2013年7月7日 - 9月29日    | 星期日 23時30分 - 24時00分 | 獨立UHF局  |                |
| 埼玉縣        | 埼玉電視台   | 2013年7月7日 - 9月29日    | 星期日 23時30分 - 24時00分 | 獨立UHF局  |                |
| 愛知縣        | 愛知電視台   | 2013年7月8日 - 9月30日    | 星期一 26時05分 - 26時35分 | 東京電視網 |                |
| 近畿廣域圏    | 每日放送     | 2013年7月8日 - 9月30日    | 星期一 26時55分 - 27時25分 | 日本新聞網 |                |
| 日本全域      | ANIMAX       | 2013年7月18日 -           | 星期四 22時00分 - 22時30分 | 衛星電視   | 有重播         |
| 日本全域      | ANIMAX       | 2013年7月20日 -           | 星期六 22時00分 - 22時30分 | 衛星電視   | 免費放送       |
| 日本全域      | NICONICO直播 | 2013年7月13日             | 星期六 24時00分－24時30分  | 網路放送   |                |
| 日本全域      | NICONICO頻道 | 2013年7月13日             | 星期六 24時30分更新        | 網路放送   | 更新後一周免費 |

## 外部連結
- 現視研 二代目 （页面存档备份，存于），動畫官網。（日語）
- 月刊午安/Afternoon，漫畫雜誌官網。（日語）
- （日語）